# Christian Alers
Christian Alers (* 21. července 1922 Paříž – 4. března 2019, Bièvres) byl francouzský herec.

## Film
- 1951 – Le Mariage de Mademoiselle Beulemans, Albert Delpierre
- 1954 – Madame du Barry
- 1957 – Fumée blonde, Jacques Moreau
- 1958 – Madame et son auto, Fernand
- 1959 – Le signe du lion, Philippe
- 1960 – La brune que voilà, Sabatier
- 1962 – Snobs !, Libou
- 1963 – Bébert et l'Omnibus, Barnier
- 1967 – L'Une et l'Autre, Remoulin
- 1974 – Les Valseuses, Henri, otec Jacqueline
- 1975 – Le pied !, Bernard Moreau
- 1977 – Le Juge Fayard dit Le Shériff, otec soudce
- 1977 – Julie pot de colle, Philippe de Broca, Payrac

## Televize
Seriály:
- 1959 – Les Cinq Dernières Minutes (epizoda 10 : On a tué le mort) – Chamelet
- 1962 – L'Inspecteur Leclerc enquête (Le retour d'Hélène)
- 1965 až 1970 – Les Saintes chéries, přítel Jacquese
- 1984 až 1991 – Marie Pervenche, komisař Ladevant
- 1988 – Le Bonheur d'en face (epizoda 12 : Le testament nouveau est arrivé)

## Divadlo
- 1951 – Médecin malgré elle, Marie-Louise Villiers, [héâtre de la Renaissance
- 1954 – Mon ami Guillaume, Gabriel Arout a Jean Locher, inscenace Pierre Dux, Théâtre Michel
- 1956 – Comme avant, mieux qu'avant, Luigi Pirandello, inscenace Jean Négroni, Théâtre de Paris
- 1956 – Virginie, Michel André], Christian-Gérard, Théâtre Daunou
- 1956 – Les Étendards du roi, Costa du Rels, inscenace Marcelle Tassencourt, Théâtre du Vieux-Colombier, Théâtre Hébertot
- 1957 – Virginie, Michel André, inscenace Christian-Gérard, Théâtre Michel
- 1958 – L'Anniversaire, John Whiting, inscenace Pierre Valde, Théâtre du Vieux-Colombier
- 1958 – Lady Godiva, Jean Canolle, inscenace Michel de Ré, Théâtre Edouard VII
- 1960 – Impasse de la fidélité, Alexandre Breffort, inscenace Jean-Pierre Grenier, Théâtre des Ambassadeurs
- 1960 – Piège pour un homme seul, Robert Thomas, inscenace Jacques Charon, Théâtre des Bouffes-Parisiens
- 1960 – Boeing-boeing, Marc Camoletti, Comédie Caumartin
- 1963 – Un amour qui n'en finit pas , inscenace André Roussin, Théâtre de la Madeleine
- 1964 – Le Cinquième Cavalier, Costa du Rels, inscenace Maurice Guillaud, Théâtre Hébertot
- 1965 – Les Filles, Jean Marsan, inscenace Jean Le Poulain, Théâtre Edouard VII
- 1966 – Virginie
- 1967 – La Famille écarlate, Jean-Loup Dabadie, inscenace Gérard Vergez, Théâtre de Paris
- 1967 – José
- 1967 – Le Rayon des jouets
- 1969 – La Fille de Stockholm, Alfonso Leto, inscenace Pierre Franck, Théâtre de l'Œuvre
- 1969 – Rappelez-moi votre nom
- 1971 – Pour Karine
- 1971 – S.O.S. homme seul'
- 1972 – La Bonne Adresse, Marc Camoletti, inscenace Christian-Gérard, Théâtre Michel
- 1972 – Une femme libre
- 1973 – Charmante Soirée
- 1974 – La Mare aux canards
- 1974 – Le Chien des Baskerville
- 1974 – La Chambre mandarine, Robert Thomas, inscenace François Guérin, Théâtre des Nouveautés
- 1975 – La Parisienne
- 1976 – Monsieur Silence
- 1976 – Le Monsieur qui a perdu ses clés
- 1979 – Piège pour un homme seul
- 1980 – Divorçons
- 1981 – Une sacrée famille
- 1983 – Je l'aimais trop
- 1985 – La Pomme
- 1988 – Une clef pour deux
- 1989 – Quelle famille
- 1992 – Les Enfants d'Édouard